# Barawaja (rejon miński)
Barawaja (biał. Баравая; ros. Боровая, Borowaja) – wieś na Białorusi, w obwodzie mińskim, w rejonie mińskim, w sielsowiecie Borowlany.
Barawaja leży przy węźle Mińskiej Obwodnicy Samochodowej z drogą magistralną M3. We wsi znajduje się lądowisko.